# Austin Nichols (koszykarz)
Austin Melvin Nichols (ur. 8 kwietnia 1982 w Oakland) – amerykański koszykarz, występujący na pozycjach rzucającego obrońcy lub niskiego skrzydłowego.
W 2004 reprezentował Phoenix Suns, podczas letniej ligi NBA.

## Osiągnięcia
Stan na 7 czerwca 2019, na podstawie, o ile nie zaznaczono inaczej.
NCAA II
- Zaliczony do I składu NCAA Division II All-American Team (2004 przez NABC)

Drużynowe
- Mistrz WBA (2005)
- Zdobywca pucharu Francji (2010)
- Finalista pucharu Francji (2014)

Indywidualne
- Zagraniczny MVP ligi francuskiej (2009)
- Uczestnik meczu gwiazd francuskiej ligi LNB Pro A (2008, 2013)
- Lider:
  - strzelców:
    - EuroChallenge (2009)
    - ligi francuskiej (2009)

  - D-League w skuteczności rzutów wolnych (2005)